# Curling op de Olympische Winterspelen 1992
Curling is een van de sporten die beoefend werden tijdens de Olympische Winterspelen 1992 in Albertville.
Het ging hierbij om een demonstratiesport. Er werden geen medailles toegekend.

## Heren

### Groepsfase

#### Groep A
| land             | saldo  | land             |
| ---------------- | ------ | ---------------- |
| Noorwegen        | 6 - 1  | Groot-Brittannië |
| Zwitserland      | 7 - 3  | Australië        |
| Groot-Brittannië | 9 - 6  | Australië        |
| Noorwegen        | 11 - 3 | Zwitserland      |
| Noorwegen        | 11 - 1 | Australië        |
| Zwitserland      | 6 - 5  | Groot-Brittannië |

| rang | land             | wed | w | v |
| ---- | ---------------- | --- | - | - |
| 1    | Noorwegen        | 3   | 3 | 0 |
| 2    | Zwitserland      | 3   | 2 | 1 |
| 3    | Groot-Brittannië | 3   | 1 | 2 |
| 4    | Australië        | 3   | 0 | 3 |

#### Groep B
| land             | saldo  | land             |
| ---------------- | ------ | ---------------- |
| Frankrijk        | 8 - 3  | Zweden           |
| Canada           | 7 - 3  | Verenigde Staten |
| Verenigde Staten | 8 - 4  | Zweden           |
| Canada           | 5 - 4  | Frankrijk        |
| Verenigde Staten | 6 - 4  | Frankrijk        |
| Canada           | 10 - 5 | Zweden           |

| rang | land             | wed | w | v |
| ---- | ---------------- | --- | - | - |
| 1    | Canada           | 3   | 3 | 0 |
| 2    | Verenigde Staten | 3   | 2 | 1 |
| 3    | Frankrijk        | 3   | 1 | 2 |
| 4    | Zweden           | 3   | 0 | 3 |

### Plaatsingswedstrijden

#### 7de plaats
| land      | saldo | land   |
| --------- | ----- | ------ |
| Australië | 8 - 6 | Zweden |

#### 5de plaats
| land             | saldo | land      |
| ---------------- | ----- | --------- |
| Groot-Brittannië | 6 - 4 | Frankrijk |

### Halve finale
| land        | saldo | land             |
| ----------- | ----- | ---------------- |
| Noorwegen   | 8 - 3 | Verenigde Staten |
| Zwitserland | 8 - 4 | Canada           |

### Bronzen medaille
| land             | saldo | land   |
| ---------------- | ----- | ------ |
| Verenigde Staten | 9 - 2 | Canada |

### Finale
| land        | saldo | land      |
| ----------- | ----- | --------- |
| Zwitserland | 7 - 6 | Noorwegen |

### Eindrangschikking
| rang | sporter(s)                                                                          | land |
| ---- | ----------------------------------------------------------------------------------- | ---- |
| 1    | Urs Dick Jürg Dick Robert Hürlimann Thomas Kläy Peter Däppen                        | SUI  |
| 2    | Tormod Andreassen Stig-Arne Gunnestad Flemming Davanger Kjell Berg Pål Trulsen      | NOR  |
| 3    | Bud Somerville Tim Somerville Mike Strum Bill Strum Bob Nichols                     | USA  |
| 4    | Kevin Martin Kevin Park Dan Petryk Don Bartlett Jules Owchar                        | CAN  |
| 5    | Hammy McMillan Norman Brown Gordon Muirhead Roger McIntyre Robert Kelly             | GBR  |
| 6    | Dominique Dupont-Roc Claude Feige Patrick Philippe Thierry Mercier Daniel Moratelli | FRA  |
| 7    | Hugh Millikin Tom Kidd Daniel Joyce Stephen Hewitt Brian Stuart                     | AUS  |
| 8    | Dan-Ola Eriksson Sören Grahn Jonas Sjölander Stefan Holmén Håkan Funk               | SWE  |

## Dames

### Groepsfase

#### Groep A

##### Uitslagen
| land             | saldo  | land             |
| ---------------- | ------ | ---------------- |
| Noorwegen        | 5 - 4  | Groot-Brittannië |
| Duitsland        | 9 - 7  | Japan            |
| Groot-Brittannië | 6 - 4  | Duitsland        |
| Noorwegen        | 7 - 6  | Japan            |
| Groot-Brittannië | 10 - 3 | Japan            |
| Duitsland        | 7 - 3  | Noorwegen        |

| rang | land             | wed | w | v |
| ---- | ---------------- | --- | - | - |
| 1    | Duitsland        | 3   | 2 | 1 |
| 1    | Groot-Brittannië | 3   | 2 | 1 |
| 1    | Noorwegen        | 3   | 2 | 1 |
| 4    | Japan            | 3   | 0 | 3 |

##### Tie-Break
| land      | saldo | land             |
| --------- | ----- | ---------------- |
| Duitsland | 5 - 4 | Groot-Brittannië |
| Noorwegen | 9 - 4 | Groot-Brittannië |

#### Groep B
| land       | saldo  | land       |
| ---------- | ------ | ---------- |
| Canada     | 8 - 2  | Zweden     |
| Denemarken | 9 - 5  | Frankrijk  |
| Denemarken | 8 - 6  | Zweden     |
| Canada     | 4 - 3  | Frankrijk  |
| Zweden     | 14 - 5 | Frankrijk  |
| Canada     | 12 - 2 | Denemarken |

| rang | land       | wed | w | v |
| ---- | ---------- | --- | - | - |
| 1    | Canada     | 3   | 3 | 0 |
| 2    | Denemarken | 3   | 2 | 1 |
| 3    | Zweden     | 3   | 1 | 2 |
| 4    | Frankrijk  | 3   | 0 | 3 |

### Plaatsingswedstrijden

#### 7de plaats
| land      | saldo | land  |
| --------- | ----- | ----- |
| Frankrijk | 8 - 5 | Japan |

#### 5de plaats
| land   | saldo  | land             |
| ------ | ------ | ---------------- |
| Zweden | 14 - 5 | Groot-Brittannië |

### Halve finale
| land      | saldo | land       |
| --------- | ----- | ---------- |
| Duitsland | 6 - 5 | Denemarken |
| Noorwegen | 9 - 2 | Canada     |

### Bronzen medaille
| land   | saldo | land       |
| ------ | ----- | ---------- |
| Canada | 9 - 3 | Denemarken |

### Finale
| land      | saldo | land      |
| --------- | ----- | --------- |
| Duitsland | 9 - 3 | Noorwegen |

### Eindrangschikking
| rang | sporter(s)                                                                       | land |
| ---- | -------------------------------------------------------------------------------- | ---- |
| 1    | Andrea Schöpp Stephanie Mayer Monika Wagner Sabine Huth Christiane Scheibel      | GER  |
| 2    | Dordi Nordby Hanne Pettersen Mette Halvorsen Anne Jøtun Marianne Aspelin         | NOR  |
| 3    | Julie Sutton Jodie Sutton Melissa Soligo Karri Wilms Elaine Dagg-Jackson         | CAN  |
| 4    | Helena Blach Malene Krause Lene Bidstrup Susanne Slotsager Dorthe Holm           | DEN  |
| 5    | Anette Norberg Anna Rindeskog Cathrine Norberg Helene Granqvist Ann-Catrin Kjerr | SWE  |
| 6    | Jackie Lockhart Deborah Knox Judith Stobbie Wendy Bell Isobel Torrance Jr        | GBR  |
| 7    | Annick Mercier Brigitte Lamy Géraldine Girod Claire Niatel Brigitte Collard      | FRA  |
| 8    | Mayumi Seguchi Mayumi Abe Minori Kudo Utage Matsuzaki Rumi Michita               | JPN  |

Chamonix 1924 · 
Lake Placid 1932 · 
Garmisch-Partenkirchen 1936 (*) · 
Innsbruck 1964 (*) · 
Calgary 1988 · 
Albertville 1992 · 
Nagano 1998 · 
Salt Lake City 2002 · 
Turijn 2006 · 
Vancouver 2010 ·
Sotsji 2014 ·
Pyeongchang 2018 ·
Peking 2022 
Lijst van olympische medaillewinnaars

(*) IJsstokschieten
Alpineskiën · Biatlon · Bobsleeën · Curling (demonstratie) · Freestyleskiën · Kunstrijden · Langlaufen · Noordse combinatie · Rodelen · Schaatsen · Schansspringen · Shorttrack · Speedskiën (demonstratie) · IJshockey